# مخاطبان گوگل
مخاطبان گوگل یک سرویس مدیریت تماس است که محصول گوگل است. این نرم‌افزار به عنوان یک برنامه تلفن همراه اندروید، یک برنامه وب یا در نوار کناری جیمیل به عنوان بخشی از گوگل ورکسپیس در دسترس است.

## درون‌یابی
این سرویس همچنین می‌تواند با برنامه مخاطبین اپل در آی‌اواس و برنامه مخاطبان سامسونگ در گلکسی همگام شود.